# Octave Depeyre

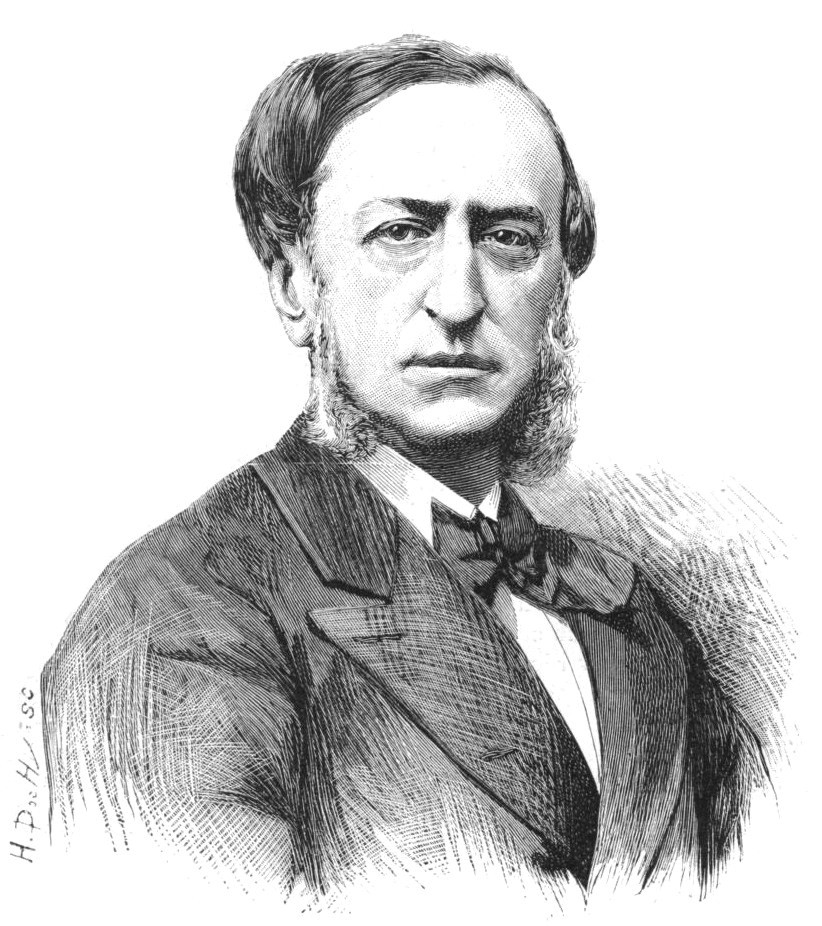
Octave Depeyre

Octave Victor Depeyre (* 15. Oktober 1825 in Cahors, Département Lot; † 29. Oktober 1891 in Paris) war ein französischer Politiker.

## Biografie
Depeyre war nach dem Studium der Rechtswissenschaft als Rechtsanwalt in Toulouse tätig sowie Mitarbeiter der Zeitung Gazette du Languedoc. 1861 wurde er Betreuer der Académie des Jeux floraux, die 1323 als Gai Saber gegründet wurde, 1694 wieder begründet wurde und als älteste literarische Gesellschaft der westlichen Welt gilt.
Am 8. Februar 1871 wurde er Mitglied der Nationalversammlung und vertrat dort als Mitglied der Union des Droites bis zum 7. März 1876 die Interessen des Départements Haute-Garonne. Während dieser Zeit war er vom 26. November 1873 bis zum 22. Mai 1874 Justizminister in der Regierung von Premierminister Albert de Broglie.
Später war er von Januar 1876 bis Januar 1879 Mitglied des Senats für das Département Lot und wurde darüber hinaus 1877 als Nachfolger des Comte de Germiny Verwalter des Institut Catholique de Paris, der Katholischen Universität von Paris.